# لوك بريور
لوك بريور هو محامي وسياسي أمريكي، ولد في 5 يوليو 1820 في هنتسفيل في الولايات المتحدة، وتوفي في 5 أغسطس 1900 في آثنز في الولايات المتحدة. نشط حزبياً في الحزب الديمقراطي.

## مناصب
- انتخب عضو مجلس الشيوخ الأمريكي [الإنجليزية]‏ عن دائرة Alabama Class 3 senate seat ‏ وقد انضم خلال فترته النيابية [الإنجليزية]‏ (7 يناير 1880 – 23 نوفمبر 1880) للكتلة البرلمانية الحزب الديمقراطي.
- انتخب عضو مجلس نواب ألاباما ‏.
- انتخب عضو مجلس النواب الأمريكي [الإنجليزية]‏ عن دائرة Alabama's 8th congressional district [الإنجليزية]‏ (4 مارس 1883 – 3 مارس 1885).
- انتخب عضو مجلس الشيوخ الأمريكي [الإنجليزية]‏ عن دائرة ألاباما (7 يناير 1880 – 23 نوفمبر 1880).